# 長堀橋駅

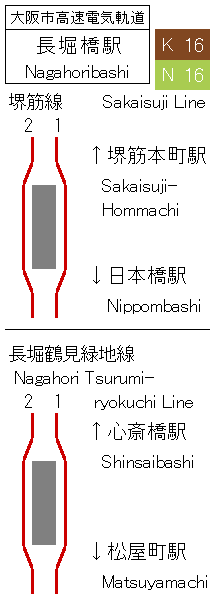
配線図

長堀橋駅（ながほりばしえき）は大阪府大阪市中央区島之内一丁目にある、大阪市高速電気軌道 (Osaka Metro) の駅。堺筋線と長堀鶴見緑地線の2路線が乗り入れる。駅番号は堺筋線がK16、長堀鶴見緑地線がN16。

## 歴史
- 1969年（昭和44年）12月6日：大阪市営地下鉄堺筋線の天神橋筋六丁目駅 - 動物園前駅間の開通と同時に開業。
- 1996年（平成8年）12月11日：大阪市営地下鉄長堀鶴見緑地線（旧・鶴見緑地線）の心斎橋駅 - 京橋駅間延伸により、同線への乗換駅となる[2]。
- 2010年（平成22年）10月3日：長堀鶴見緑地線ホームで可動式ホーム柵の使用を開始。
- 2018年（平成30年）4月1日：大阪市交通局の民営化により、大阪市高速電気軌道 (Osaka Metro) の駅となる。
- 2022年（令和4年）10月23日：堺筋線ホームで可動式ホーム柵の使用を開始[3]。

## 駅構造
堺筋線・長堀鶴見緑地線ともに島式ホーム1面2線を有する地下駅である。改札口は堺筋線ホームから見て北寄り、中程、南寄りにあたる部分の合計3か所。長堀鶴見緑地線ホームは北改札付近のみと接続している。
当駅は堺筋本町管区駅に所属し、駅長が配置されている。また、恵美須町駅を管轄している。
長堀鶴見緑地線は駅ごとにデザインテーマが与えられており、当駅のテーマは「石濱と濱蔵」である。なお、江戸時代に石屋が集中していたことから「石屋浜」と呼ばれていたのは心斎橋駅付近となる。

### のりば
| 番線                 | 路線           | 行先                               |
| 堺筋線ホーム         | 堺筋線ホーム   | 堺筋線ホーム                       |
| -------------------- | -------------- | ---------------------------------- |
| 1                    | 堺筋線         | 天下茶屋方面                       |
| 2                    | 堺筋線         | 天神橋筋六丁目・北千里・高槻市方面 |
| 長堀鶴見緑地線ホーム |                |                                    |
| 1                    | 長堀鶴見緑地線 | 京橋・門真南方面                   |
| 2                    | 長堀鶴見緑地線 | 心斎橋・西長堀・大正方面           |

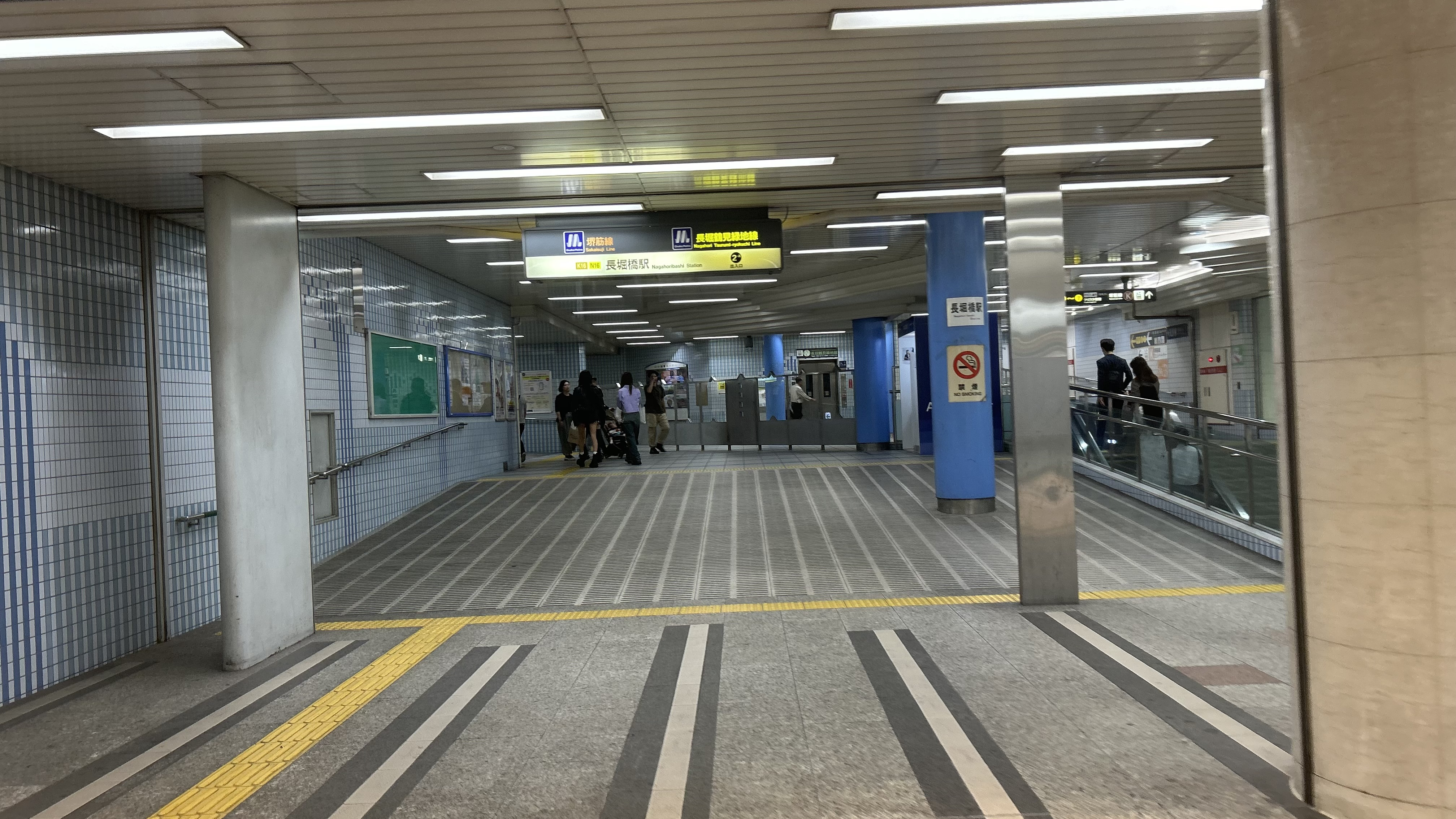
2A出口（2024年10月）
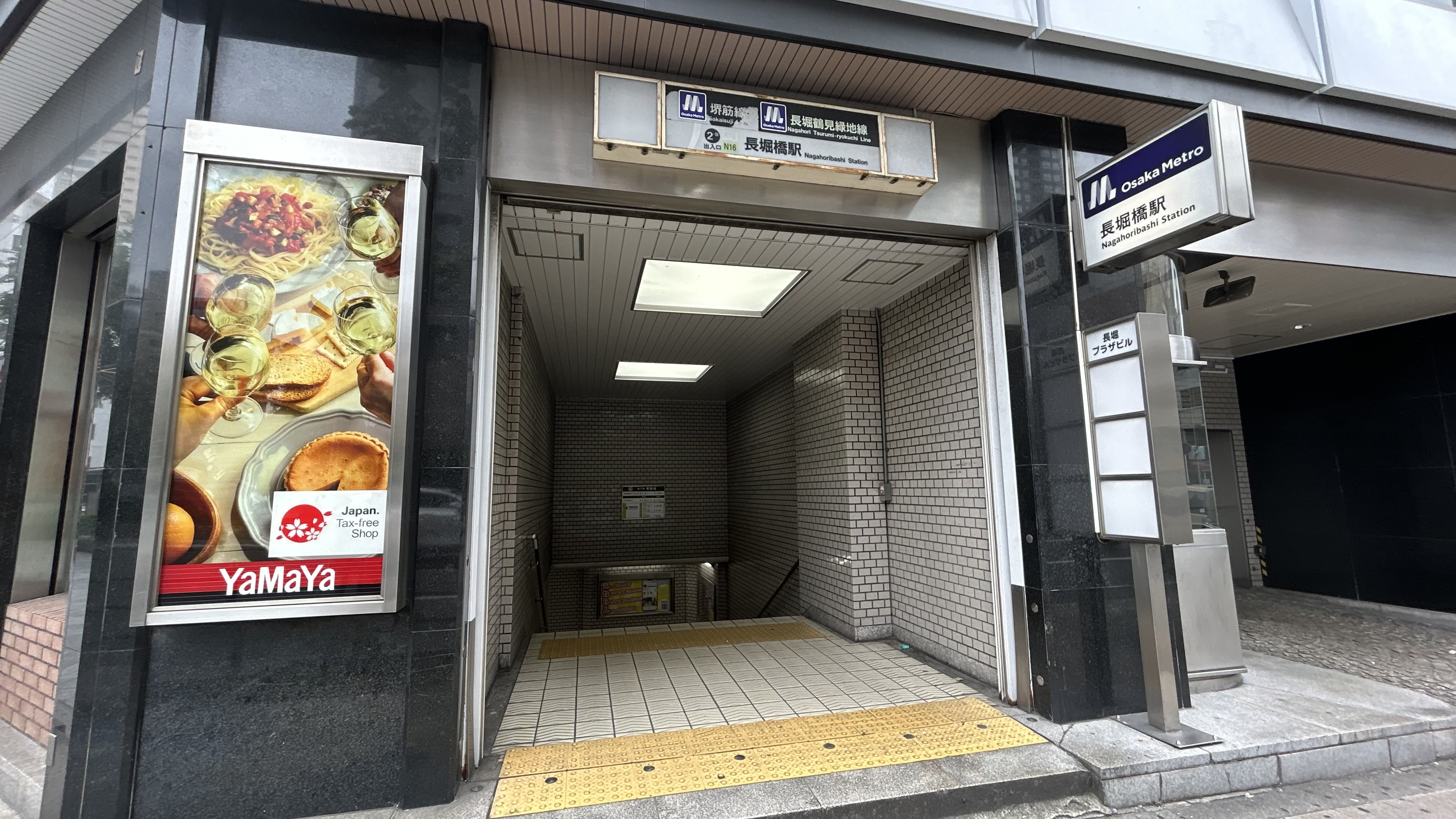
2B出口（2024年10月）
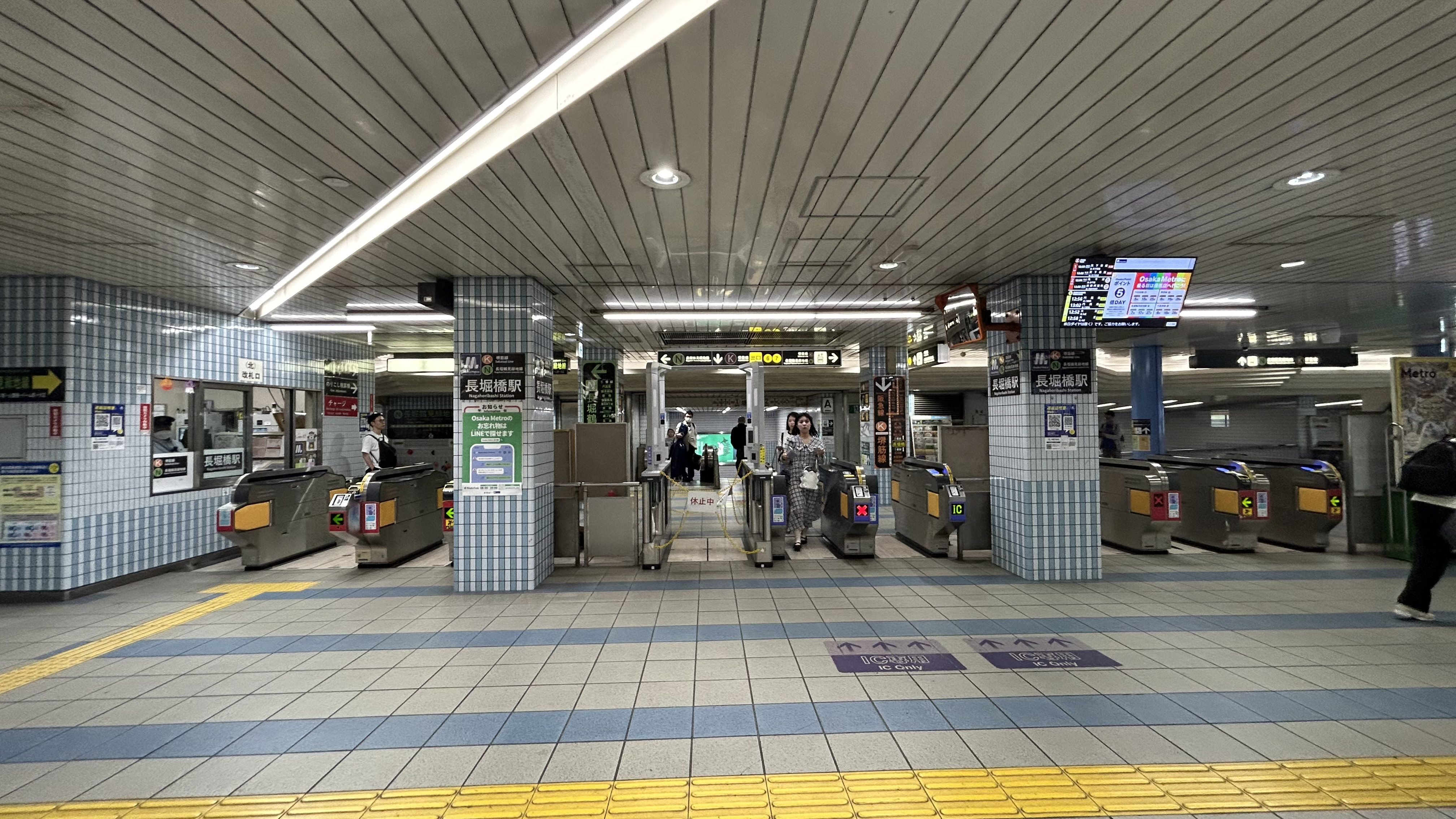
北改札口（2024年10月）
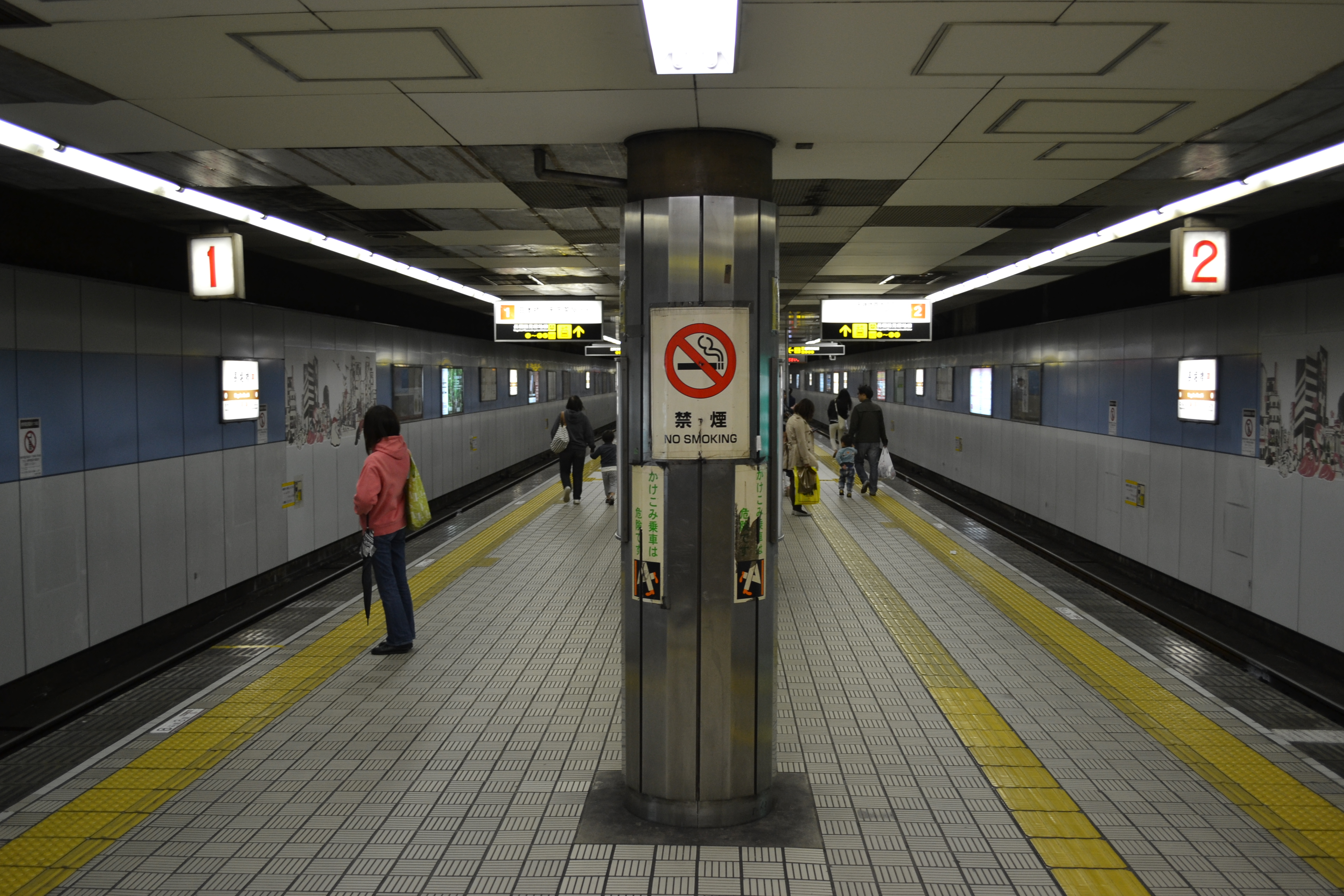
堺筋線ホーム（2013年4月）
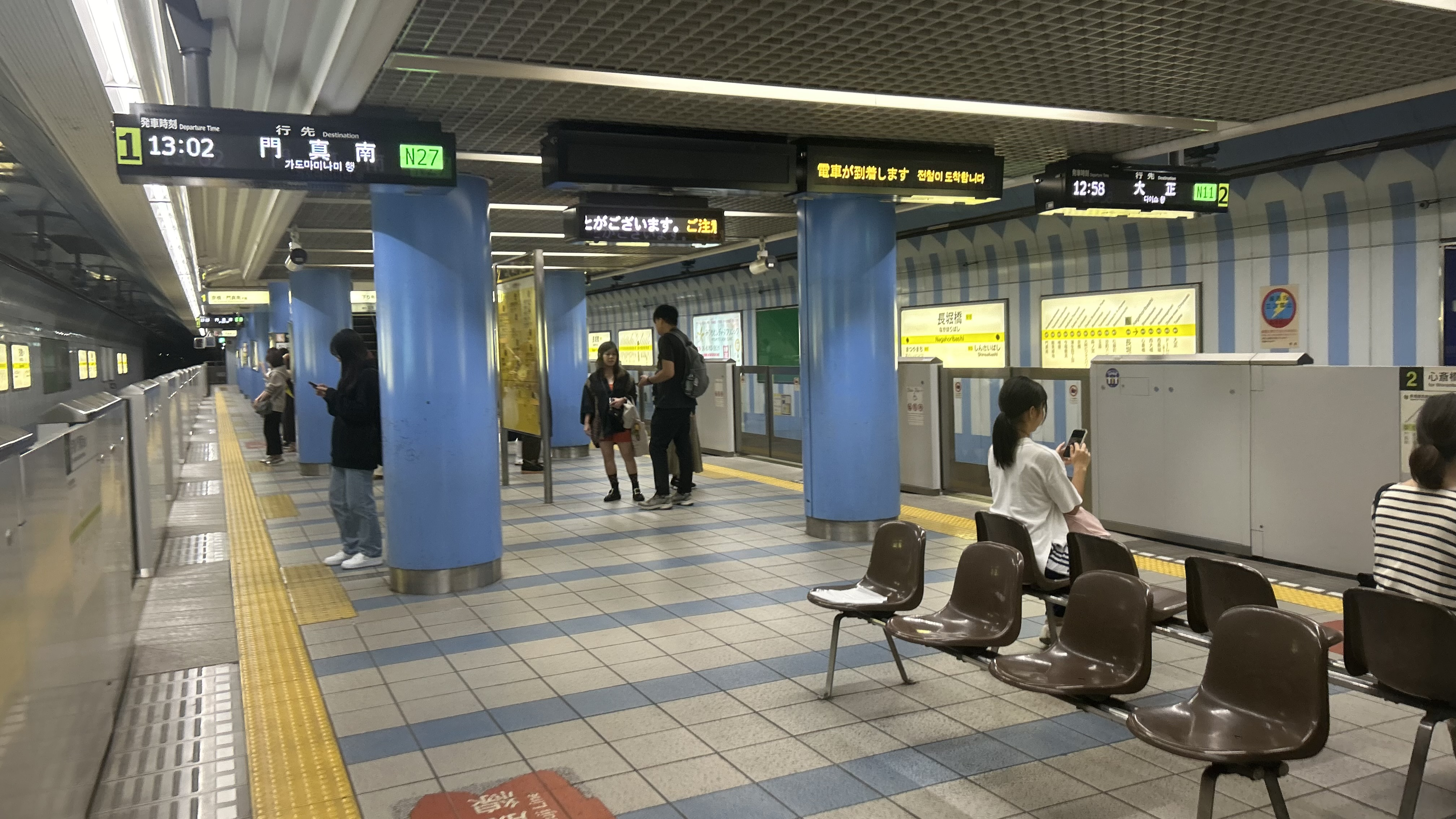
長堀鶴見緑地線ホーム（2024年10月）

### 出口
| 出口番号 | 出口周辺 | 接続改札 | 最寄りの路線          | 備考 |
| -------- | --- | -------- | --------------------- | ---- |
| 1        | ミナミクリアウェイセンター シティバスのりば | 北改札   | 堺筋線 長堀鶴見緑地線 |      |
| 2A       | クリスタ長堀 | 北改札   | 堺筋線 長堀鶴見緑地線 |      |
| 2B       | 長堀プラザビル連絡通路 | 北改札   | 堺筋線 長堀鶴見緑地線 |      |
| 3        | シティバスのりば | 中改札   | 堺筋線                |      |
| 4        | | 中改札   | 堺筋線                |      |
| 5A       | | 中改札   | 堺筋線                |      |
| 5B       | クリスタ長堀・長堀駐車場 | 中改札   | 堺筋線                |      |
| 6        | 大阪市おとしより健康センター・南老人福祉センター 勤労青少年ホーム(トモノス南)・大阪市立中央会館 島之内図書館・大阪市立中央屋内プール・中央スポーツセンター | 南改札   | 堺筋線                |      |
| 7        | 南警察署・大阪南郵便局 | 南改札   | 堺筋線                |      |

## 利用状況
2024年11月12日の1日乗降人員は54,364人（乗車人員：26,351人、降車人員：28,013人）であり、堺筋線の駅では10駅中6位、長堀鶴見緑地線の駅では17駅中2位。
各年度の特定日における利用状況は下表の通りである。なお1969・1995年度の記録については、それぞれ1970・1996年に行われた調査である（会計年度上、表中に記載の年度となる）。
| 年度               | 調査日   | 乗車人員 | 降車人員 | 乗降人員 | 出典          | 出典          |
| 年度               | 調査日   | 乗車人員 | 降車人員 | 乗降人員 | メトロ        | 大阪府        |
| ------------------ | -------- | -------- | -------- | -------- | ------------- | ------------- |
| 1969年（昭和44年） | 01月27日 | 11,655   | 13,967   | 25,622   |               | [ 大阪府 1 ]  |
| 1970年（昭和45年） | 11月06日 | 17,790   | 21,139   | 38,929   |               | [ 大阪府 2 ]  |
| 1972年（昭和47年） | 11月14日 | 19,018   | 21,914   | 40,932   |               | [ 大阪府 3 ]  |
| 1975年（昭和50年） | 11月07日 | 19,661   | 23,941   | 43,602   |               | [ 大阪府 4 ]  |
| 1977年（昭和52年） | 11月18日 | 20,105   | 24,028   | 44,133   |               | [ 大阪府 5 ]  |
| 1981年（昭和56年） | 11月10日 | 20,806   | 24,392   | 45,198   |               | [ 大阪府 6 ]  |
| 1985年（昭和60年） | 11月12日 | 20,510   | 24,246   | 44,756   |               | [ 大阪府 7 ]  |
| 1987年（昭和62年） | 11月10日 | 20,844   | 24,548   | 45,392   |               | [ 大阪府 8 ]  |
| 1990年（平成02年） | 11月06日 | 22,755   | 26,278   | 49,033   |               | [ 大阪府 9 ]  |
| 1995年（平成07年） | 02月15日 | 19,804   | 23,966   | 43,770   |               | [ 大阪府 10 ] |
| 1998年（平成10年） | 11月10日 | 23,395   | 26,165   | 49,560   |               | [ 大阪府 11 ] |
| 2007年（平成19年） | 11月13日 | 22,024   | 25,173   | 47,197   |               | [ 大阪府 12 ] |
| 2008年（平成20年） | 11月11日 | 22,236   | 25,376   | 47,612   |               | [ 大阪府 13 ] |
| 2009年（平成21年） | 11月10日 | 22,808   | 24,464   | 47,272   |               | [ 大阪府 14 ] |
| 2010年（平成22年） | 11月09日 | 21,246   | 24,210   | 45,456   |               | [ 大阪府 15 ] |
| 2011年（平成23年） | 11月08日 | 19,908   | 23,046   | 42,954   |               | [ 大阪府 16 ] |
| 2012年（平成24年） | 11月13日 | 21,261   | 23,552   | 44,813   |               | [ 大阪府 17 ] |
| 2013年（平成25年） | 11月19日 | 20,948   | 20,948   | 44,367   | [ メトロ 1 ]  | [ 大阪府 18 ] |
| 2014年（平成26年） | 11月11日 | 21,191   | 23,467   | 44,658   | [ メトロ 2 ]  | [ 大阪府 19 ] |
| 2015年（平成27年） | 11月17日 | 24,235   | 25,728   | 49,963   | [ メトロ 3 ]  | [ 大阪府 20 ] |
| 2016年（平成28年） | 11月08日 | 23,912   | 25,434   | 49,346   | [ メトロ 4 ]  | [ 大阪府 21 ] |
| 2017年（平成29年） | 11月14日 | 25,638   | 27,186   | 52,824   | [ メトロ 5 ]  | [ 大阪府 22 ] |
| 2018年（平成30年） | 11月13日 | 25,365   | 26,824   | 52,189   | [ メトロ 6 ]  | [ 大阪府 23 ] |
| 2019年（令和元年） | 11月12日 | 25,648   | 27,166   | 52,814   | [ メトロ 7 ]  | [ 大阪府 24 ] |
| 2020年（令和02年） | 11月10日 | 20,355   | 22,062   | 42,417   | [ メトロ 8 ]  | [ 大阪府 25 ] |
| 2021年（令和03年） | 11月16日 | 20,453   | 22,321   | 42,774   | [ メトロ 9 ]  | [ 大阪府 26 ] |
| 2022年（令和04年） | 11月15日 | 21,980   | 23,839   | 45,819   | [ メトロ 10 ] | [ 大阪府 27 ] |
| 2023年（令和05年） | 11月07日 | 24,232   | 25,894   | 50,126   | [ メトロ 11 ] | [ 大阪府 28 ] |
| 2024年（令和06年） | 11月12日 | 26,351   | 28,013   | 54,364   | [ メトロ 12 ] |               |

### 1998年度の路線別データ
大阪市営地下鉄（現・Osaka Metro）ではかつて複数の地下鉄路線が連絡する駅について路線ごとの乗車人員・降車人員を発表していたが、長堀鶴見緑地線の京橋駅〜心斎橋駅間延伸が行われてから採集された路線別データは1998年度の分のみとなっている。
この時点での長堀鶴見緑地線のみの乗降人員は地下鉄他路線との連絡駅としては多い部類に入り、これらの中では心斎橋駅に次ぐ数字となっている。
| 年度               | 調査日   | 堺筋線   | 堺筋線   | 堺筋線   | 長堀鶴見緑地線 | 長堀鶴見緑地線 | 長堀鶴見緑地線 | 出典          |
| 年度               | 調査日   | 乗車人員 | 降車人員 | 乗降人員 | 乗車人員       | 降車人員       | 乗降人員       | 出典          |
| ------------------ | -------- | -------- | -------- | -------- | -------------- | -------------- | -------------- | ------------- |
| 1998年（平成10年） | 11月10日 | 17,990   | 20,003   | 37,993   | 5,405          | 6,162          | 11,567         | [ 大阪府 11 ] |

## 駅周辺
隣の心斎橋駅、さらにその先の四ツ橋駅との間は、地下街のクリスタ長堀で結ばれている。
公共機関など
- 南警察署
- ミナミクリアウェイセンター
- 大阪市立島之内図書館
- 大阪南郵便局

学校
- 大阪市立南中学校
- 大阪市立南小学校
- 大阪バイオメディカル専門学校
- ヴェールルージュ美容専門学校

ホテル
- アークホテル大阪心斎橋
- コンフォートホテル大阪心斎橋
- ドーミーインPREMIUMなんば
- 大阪富士屋ホテル
- カンデオホテルズ大阪なんば

その他
- 大阪維新の会・日本維新の会 本部（三栄長堀ビル）
- 井澤金属 本社
- 住友銅吹所跡（現・三井住友銀行大阪事務センター）
- 堺筋倶楽部
- 国道308号

## バス路線
最寄りの停留所は「長堀橋」になる。以下の路線が乗り入れ、大阪シティバスにより運行されている。
- 85号系統：なんば/杭全

## 隣の駅
大阪市高速電気軌道 (Osaka Metro)
 堺筋線
堺筋本町駅 (K15) - 長堀橋駅 (K16) - 日本橋駅 (K17)
 長堀鶴見緑地線
心斎橋駅 (N15) - 長堀橋駅 (N16) - 松屋町駅 (N17)
- 括弧内は駅番号を示す。

### 記事本文

### 利用状況
1. ↑  路線別駅別乗降人員 - 大阪市高速電気軌道
2. 1 2  大阪府統計年鑑 - 大阪府
3. ↑  大阪市統計書 - 大阪市

#### 大阪市高速電気軌道
1. ↑  路線別乗降人員 （2013年11月19日（火）交通調査） (PDF)
2. ↑  路線別乗降人員 （2014年11月11日（火）交通調査） (PDF)
3. ↑  路線別乗降人員 （2015年11月17日（火）交通調査） (PDF)
4. ↑  路線別乗降人員 （2016年11月8日（火）交通調査） (PDF)
5. ↑  路線別乗降人員 （2017年11月14日（火）交通調査） (PDF)
6. ↑  路線別乗降人員 （2018年11月13日（火）交通調査） (PDF)
7. ↑  路線別乗降人員 （2019年11月12日（火）交通調査） (PDF)
8. ↑  路線別乗降人員 （2020年11月10日（火）交通調査） (PDF)
9. ↑  路線別乗降人員 （2021年11月16日（火）交通調査） (PDF)
10. ↑  路線別乗降人員 （2022年11月15日（火）交通調査） (PDF)
11. ↑  路線別乗降人員 （2023年11月7日（火）交通調査） (PDF)
12. ↑  路線別乗降人員 （2024年11月12日（火）交通調査） (PDF)

#### 大阪府統計年鑑
1. ↑  大阪府統計年鑑（昭和45年） (PDF)
2. ↑  大阪府統計年鑑（昭和46年） (PDF)
3. ↑  大阪府統計年鑑（昭和48年） (PDF)
4. ↑  大阪府統計年鑑（昭和51年） (PDF)
5. ↑  大阪府統計年鑑（昭和53年） (PDF)
6. ↑  大阪府統計年鑑（昭和57年） (PDF)
7. ↑  大阪府統計年鑑（昭和61年） (PDF)
8. ↑  大阪府統計年鑑（昭和63年） (PDF)
9. ↑  大阪府統計年鑑（平成3年） (PDF)
10. ↑  大阪府統計年鑑（平成8年） (PDF)
11. 1 2  大阪府統計年鑑（平成11年） (PDF)
12. ↑  大阪府統計年鑑（平成20年） (PDF)
13. ↑  大阪府統計年鑑（平成21年） (PDF)
14. ↑  大阪府統計年鑑（平成22年） (PDF)
15. ↑  大阪府統計年鑑（平成23年） (PDF)
16. ↑  大阪府統計年鑑（平成24年） (PDF)
17. ↑  大阪府統計年鑑（平成25年） (PDF)
18. ↑  大阪府統計年鑑（平成26年） (PDF)
19. ↑  大阪府統計年鑑（平成27年） (PDF)
20. ↑  大阪府統計年鑑（平成28年） (PDF)
21. ↑  大阪府統計年鑑（平成29年） (PDF)
22. ↑  大阪府統計年鑑（平成30年） (PDF)
23. ↑  大阪府統計年鑑（令和元年） (PDF)
24. ↑  大阪府統計年鑑（令和2年） (PDF)
25. ↑  大阪府統計年鑑（令和3年） (PDF)
26. ↑  大阪府統計年鑑（令和4年） (PDF)
27. ↑  大阪府統計年鑑（令和5年） (PDF)
28. ↑  大阪府統計年鑑（令和6年） (PDF)